# 共和餅乾公司
共和餅乾公司，以首字母縮略字為雷比斯科為其商業名稱，是菲律賓的跨國食品公司，總部位於帕西格奧提加斯中心。 成立於1963年8月15日。

## 歷史
雷比斯科（Rebisco）由賈辛托·吳（Jacinto L. Ng Sr.，出生於1942年）於1963年8月15 日創立，當時名為 「英格蘭餅乾工廠」（England Biscuit Factory），在聖胡安的一家小麵包店生產餅乾，啟動資金僅為5,000美元（約15,000菲律賓披索至20,000披索）。該公司的首批產品是Krema（奶油餅乾）和Sodatine（原味餅乾）。最終，該公司從聖胡安工廠遷至位於奎松市諾瓦利切斯的一座更寬敞的新工廠。
1972年，英格蘭餅乾工廠公司更名為「共和餅乾公司」（Republic Biscuit Corporation) 並採用新企業識別。 多年來，該公司成立了多家公司來主導市場的其他領域：1989年的「JBC食品公司」（JBC Food Corporation）、1995年的「光冠食品公司」（Suncrest Foods Incorporated）、1999年的「多元食品公司」（Multirich Foods Corporation)、2000年的「品尼高食品公司」（Pinnacle Foods Incorporated)、2003年的「SPI公司」（SPI Corporation)、2015年的「太平洋農業公司」（Agripacific Corporation）2016年與「SFI Multimix公司」（SFI Multimix Corporation）合作。

## 子公司和部門
- JBC食品公司 (JBC Food Corporation)
- 光冠食品公司 (Suncrest Foods, Inc.)
- 多元食品公司 (Multirich Foods Corporation)
- SPI公司 (SPI Corporation)
- 太平洋農業公司 (Agripacific Corporation)
- SFI Multimix公司 (SFI Multimix Corporation)
- 亞洲聯合銀行 (Asia United Bank Corporation)
- 歐尼包裝工業股份有限公司 (Omnipack Industrial Corporation)
- SFI新鮮麵包師公司 (SFI Fresh Bakers Corporation)
- RBC最佳貝克食品公司 (RBC Best Baker Foods, Inc.)
- 雷比斯科越南有限公司 (Rebisco Vietnam Ltd.)
- 行動共和公司 (Action Republic Corporation)
- RBC零售店公司 (RBC Retail Stores Corporation)
- 雷比斯科基金會公司 (Rebisco Foundation, Inc.)

## 外部連結
- 官方网站 （英文）